# Palawantoepaja

-
De Palawantoepaja (Tupaia palawanensis) is een zoogdier uit de familie van de echte toepaja's (Tupaiidae). De wetenschappelijke naam van de soort werd voor het eerst geldig gepubliceerd door Oldfield Thomas in 1894.

## Voorkomen
De soort komt voor in de Filipijnen, op de eilanden Palawan, Balabac, Culion, Busuanga en Cuyo.

## Ondersoorten
De soort heeft de volgende twee ondersoorten:
- Tupaia palawanensis palawanensis Thomas, 1894 – komt voor op Palawan en Balabac.
- Tupaia palawanensis moellendorffi Matschie, 1898 – komt voor op Culion, Busuanga en Cuyo.

De ondersoort Tupaia palawanensis moellendorffi werd door sommige auteurs als aparte soort gerekend, maar uit onderzoek is gebleken dat het een ondersoort is van de palawantoepaja.